# Zvonice (Stanoviště)
Zvonice stojí na návsi obce Stanoviště v okrese Brno-venkov. Byla v roce 1964 zapsána do Ústředního seznamu kulturních památek České republiky.

## Historie
Barokní zvonice byla postavena na návsi obce na začátku 19. století. Zvonice byla opravována v roce 2012 za přispění Programu rozvoje venkova, firma STŘECHY – 1. Slezská s.r.o. prováděla opravu střechy, dveří a repasování truhlářských částí.

## Popis
Osmiboká zděná omítaná zvonice má pravoúhlý vchod, nad kterým je úzký výklenek. V bočních stěnách jsou výklenky zaklenuté konchou. Osmiboká stanová střecha nasedá na profilovanou hlavní římsu a je ukončena osmibokou lucernou završenou cibulí s makovicí a křížem. Střecha je krytá plechem.